# Orthotylus affinis
Orthotylus affinis är en insektsart som beskrevs av Van Duzee 1916. Orthotylus affinis ingår i släktet Orthotylus och familjen ängsskinnbaggar. Inga underarter finns listade i Catalogue of Life.